# Sternocera chrysis
Sternocera chrysis är en skalbaggsart som först beskrevs av Fabricius 1775.  Sternocera chrysis ingår i släktet Sternocera och familjen praktbaggar. Inga underarter finns listade i Catalogue of Life.

## Bildgalleri

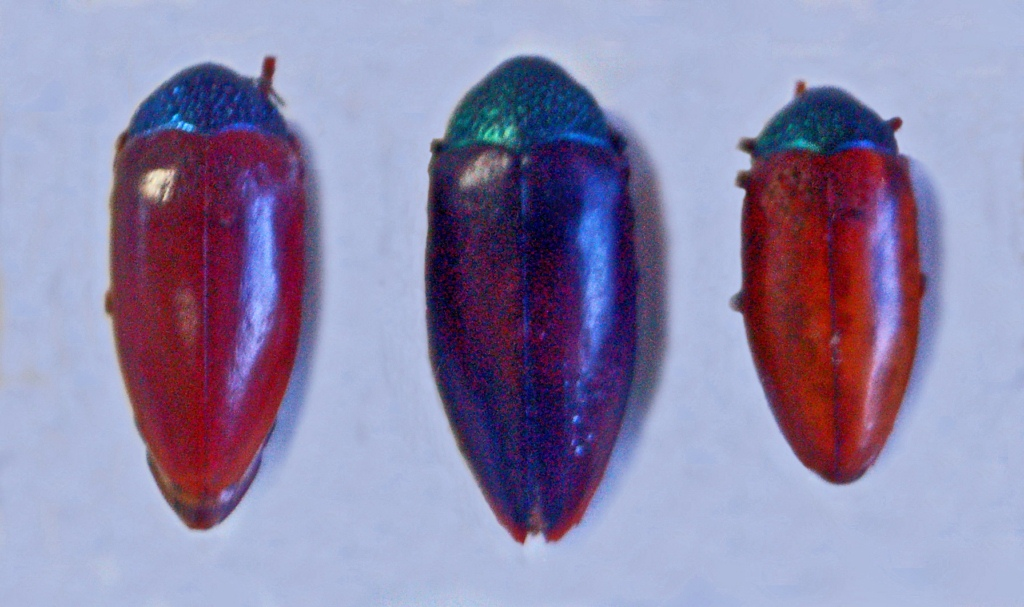
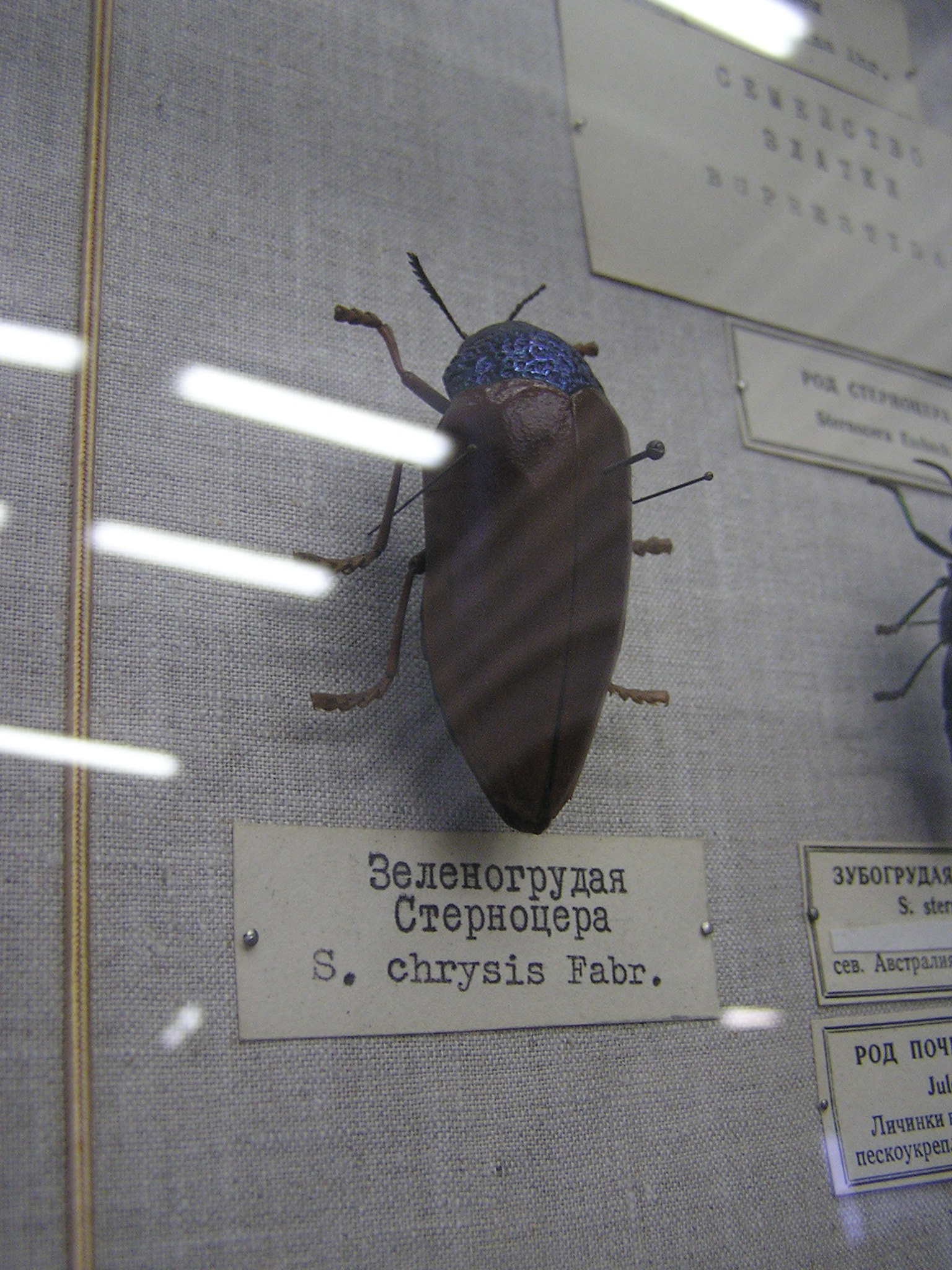
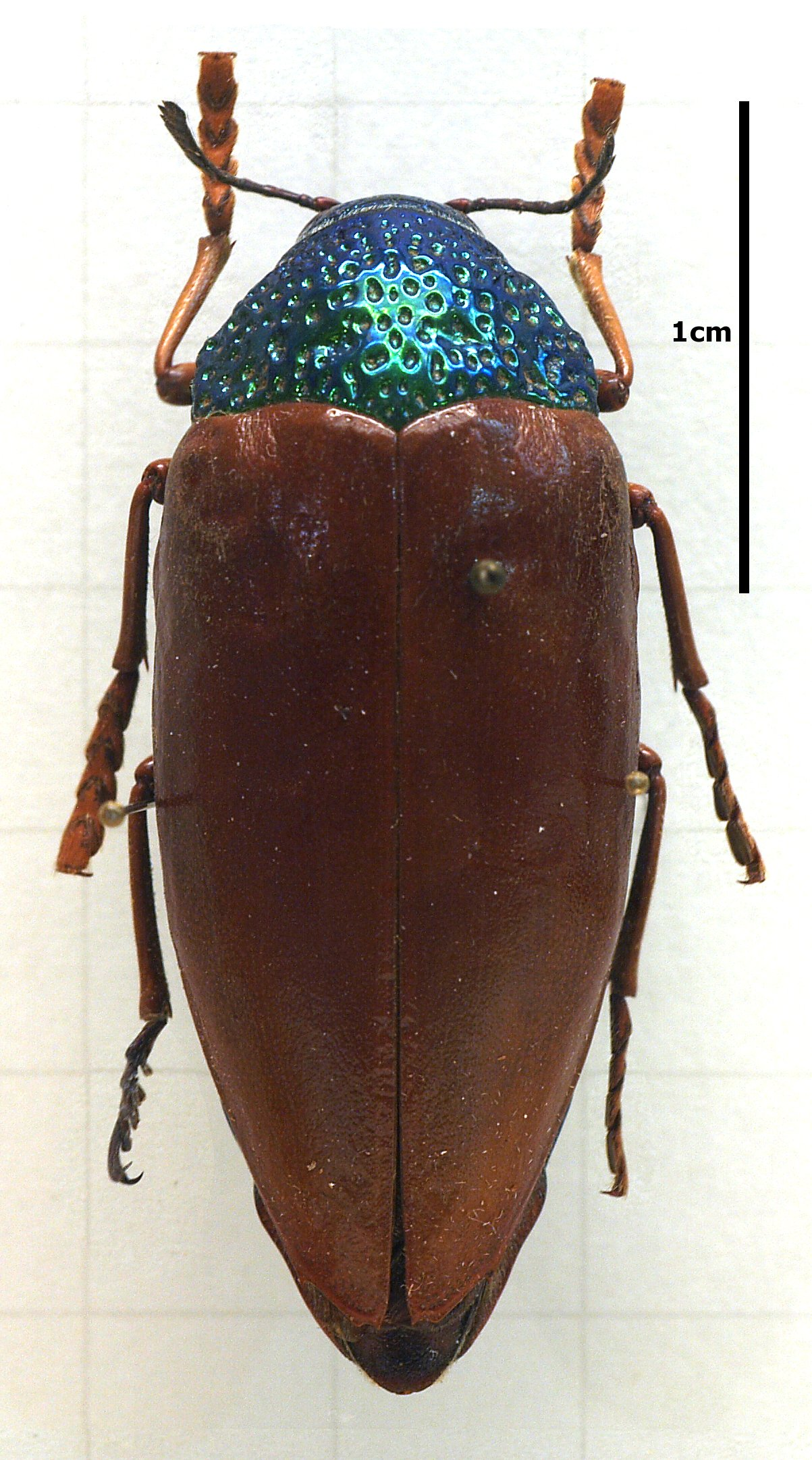
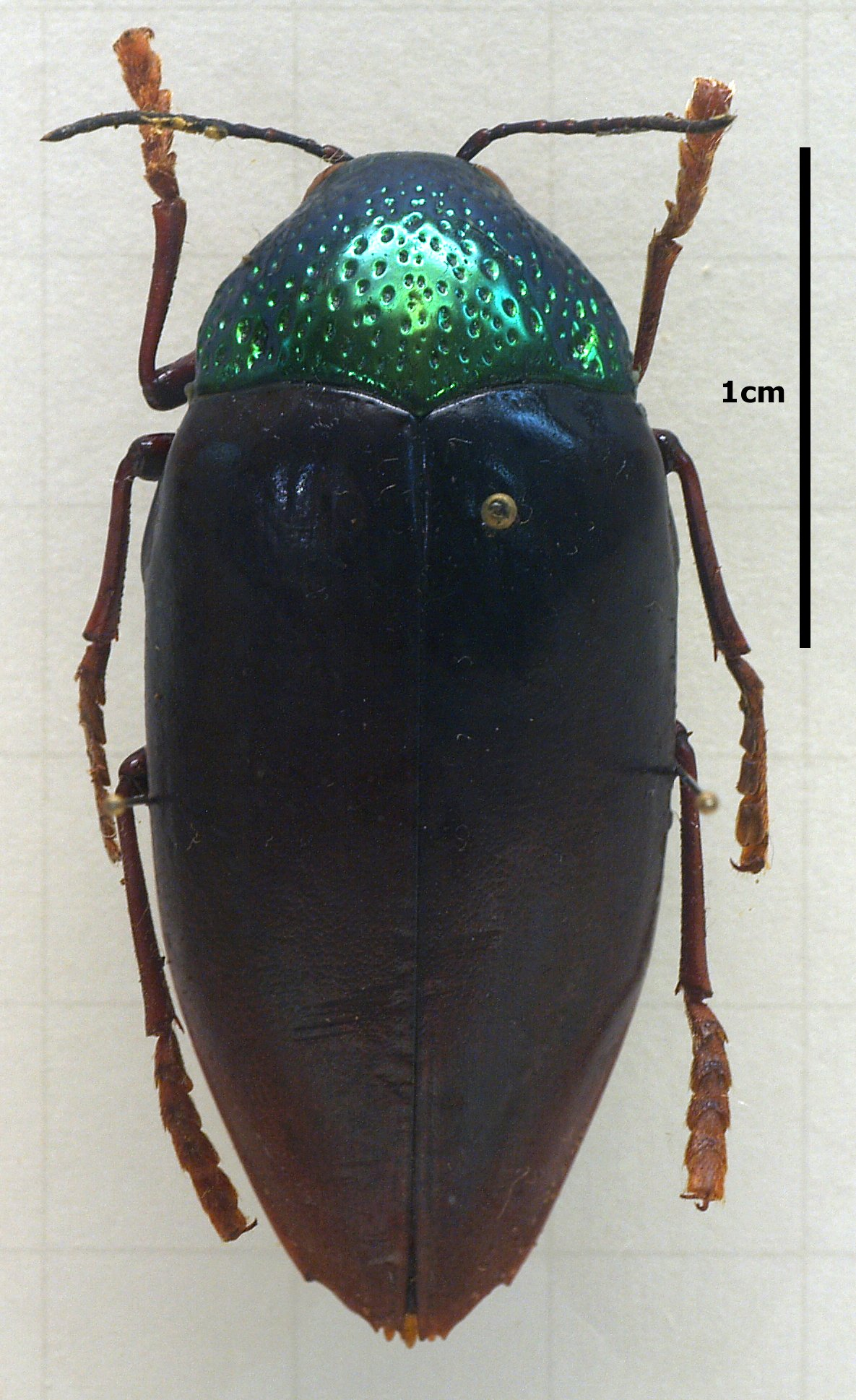
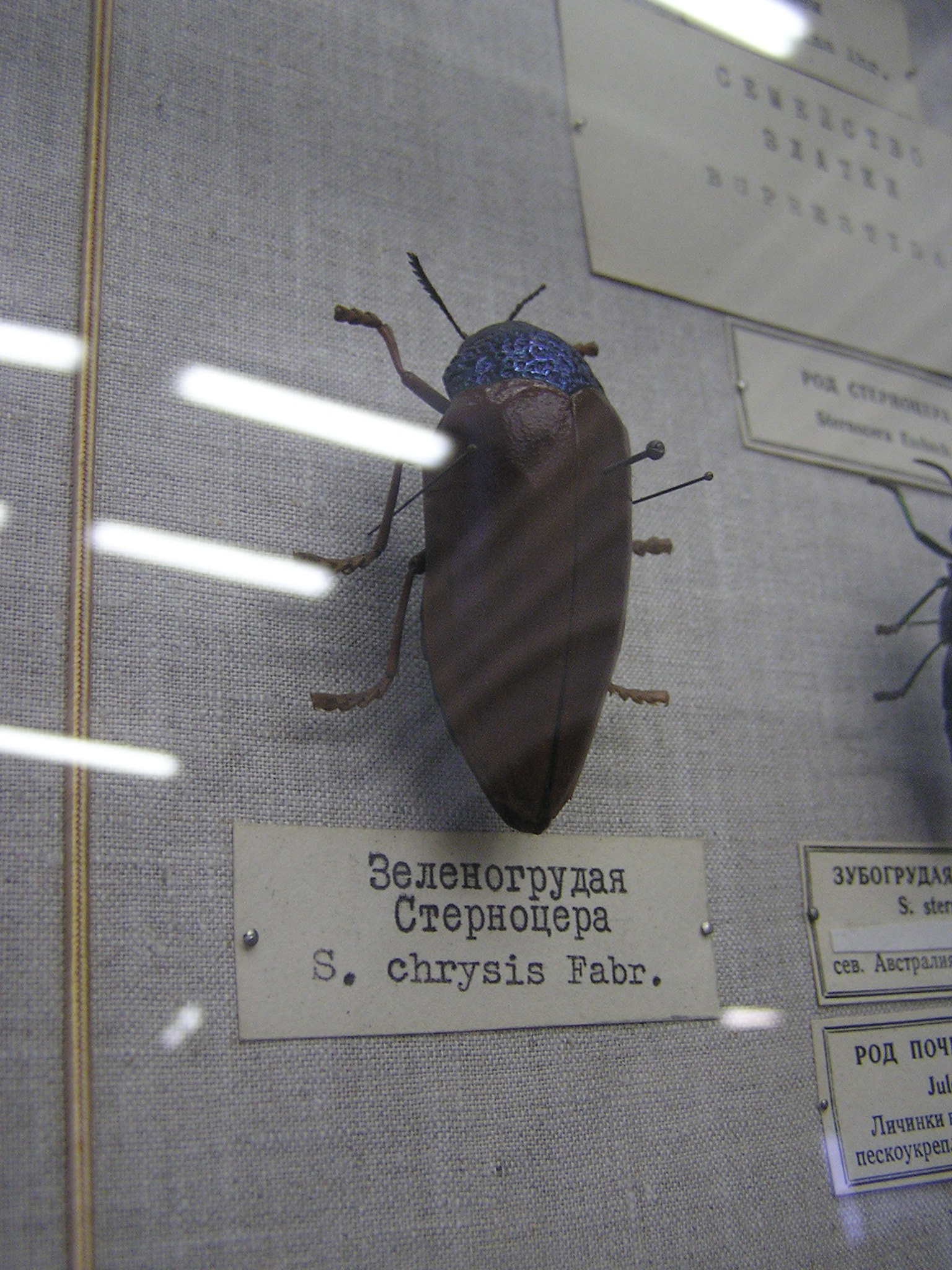
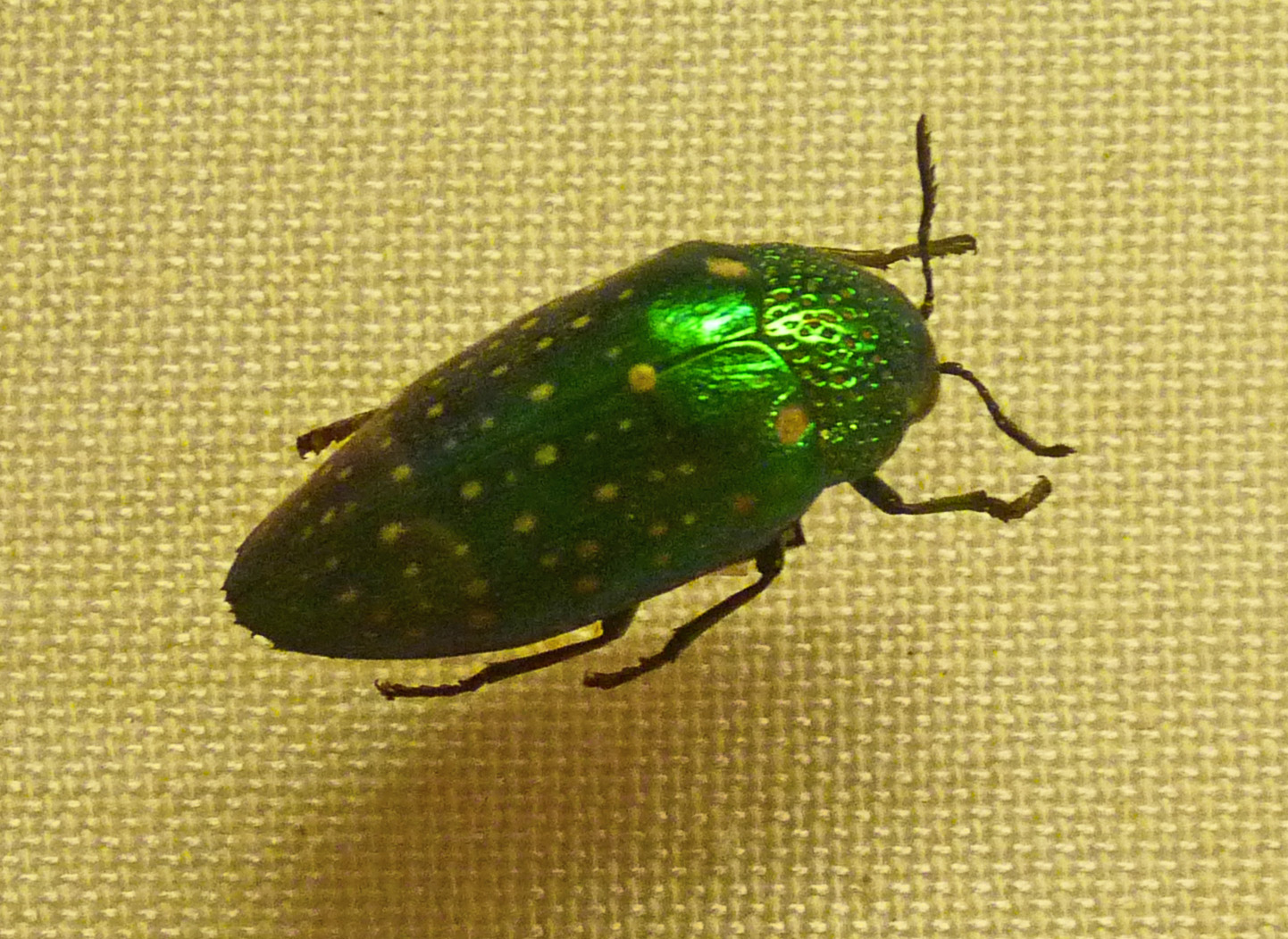